# Stokkholmane
Stokkholmane est une île norvégienne du comté de Hordaland appartenant administrativement à Austevoll.

## Description
Rocheuse et pratiquement désertique, elle s'étend sur environ 93 m de longueur pour une largeur approximative de 63 m. 